# Municipio de Wilmington (Indiana)
El municipio de Wilmington (en inglés: Wilmington Township) es un municipio ubicado en el condado de DeKalb en el estado estadounidense de Indiana. En el año 2010 tenía una población de 4128 habitantes y una densidad poblacional de 44,3 personas por km².

## Geografía
Según la Oficina del Censo de los Estados Unidos, tiene una superficie total de 93.18 km², de la cual 93.16 km² corresponden a tierra firme y (0.02%) 0.02 km² es agua.

## Demografía
Según el censo de 2010, había 4128 personas residiendo. La densidad de población era de 44,3 hab./km². De los 4128 habitantes, estaba compuesto por el 96.15% blancos, el 0.31% eran afroamericanos, el 0.27% eran amerindios, el 0.29% eran asiáticos, el 0.02% eran isleños del Pacífico, el 1.67% eran de otras razas y el 1.28% pertenecían a dos o más razas. Del total de la población el 3.42% eran hispanos o latinos de cualquier raza.